# Pelomeduza kasztanowata
Pelomeduza kasztanowata (Pelusios castaneus) – gatunek gada z podrzędu żółwi bokoszyjnych z rodziny pelomeduzowatych (Pelomedusidae).
OpisKarapaks może mieć kolor od beżowego, przez brązowy, orzechowy do czarnego.
RozmiaryDługość karapaksu samca do 22,2 cm, samicy do 28,5 cm.
BiotopZasiedla rozlewiska, płytkie sadzawki, strumienie, rzeki, jeziora, oczka wodne, lasy zalewowe.
PokarmGatunek wszystkożerny, przeważający pokarm mięsny.
WystępowanieWystępuje w zachodniej Afryce – od Senegalu i Gambii na wschód po Republikę Środkowoafrykańską i na południe po Angolę.